# Cáo fennec
Cáo fennec hay cáo sa mạc (Vulpes zerda) là một loài cáo mắt nhỏ hoạt động về đêm phân bố ở sa mạc Sahara thuộc Bắc Phi. Điểm đặc biệt của loài là đôi tai lớn bất thường, phục vụ cho mục đích tản nhiệt. Tên gọi loài cáo này xuất phát từ tiếng Ả Rập, فنك (fanak), có nghĩa là cáo, danh pháp loài zerda đến từ tiếng Hi Lạp xeros mang nghĩa khô ráo, đề cập đến môi trường sống của chúng. Cáo fennec là loài nhỏ nhất trong Họ chó. Bộ lông, đôi tai và chức năng thận thích nghi với nhiệt độ cao, lượng nước thấp, môi trường sa mạc. Ngoài ra, thính giác đủ nhạy cảm để nghe con mồi di chuyển dưới lòng đất. Chúng chủ yếu ăn côn trùng, động vật có vú nhỏ và các loài chim.
Cáo fennec có tuổi thọ lên đến 14 năm trong điều kiện nuôi nhốt. Động vật ăn thịt chính săn nó là giống đại bàng cú Bubo châu Phi. Gia đình của cáo fennec đào hang trong cát để ở và bảo vệ, hang của chúng có thể lớn đến 120 m2 (1.292 foot vuông) và nối với các hang của các gia đình khác. Số lượng chính xác loài cáo này hiện không biết chính xác, nhưng theo ước lượng chỉ ra rằng động vật này không có nguy cơ tuyệt chủng. Kiến thức về tương tác xã hội của chúng chỉ giới hạn thông tin thu thập được từ các cá thể nuôi nhốt.
Loài này thường được đưa vào chi Cáo; Tuy nhiên, điều này được tranh luận do sự khác biệt giữa cáo fennec và các loài cáo khác. Lông của fennec được đánh giá cao bởi những người dân bản địa của Bắc Phi, và ở một số nơi trên thế giới, loài cáo này được coi là một vật nuôi kỳ lạ.

## Mô tả

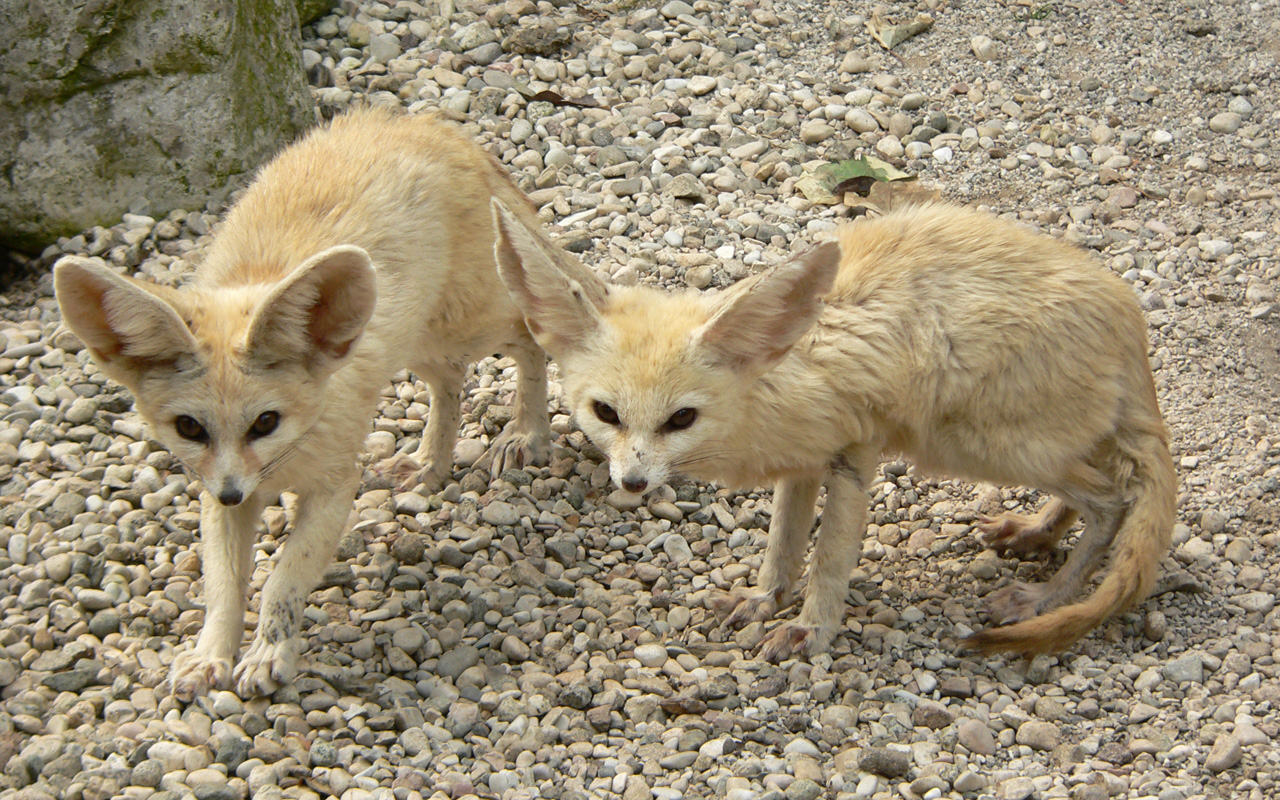
Hai con cáo fennec

Cáo fennec nặng khoảng 1,5–3,5 lb (0,68–1,59 kg), với chiều dài cơ thể 24–41 cm (9–16 in); nó cao khoảng 20,3 cm (8 in). Nó là loài nhỏ nhất của họ Chó. Đuôi nó dài 18–31 cm (7–12 in), trong khi tai nó dài khoảng 10–15 cm (3,9–5,9 in) để tỏa nhiệt. Sa mạc là một môi trường sống rất khắc nghiệt, rất khó khăn để sinh tồn vì sự thay đổi nhiệt độ liên tục. Cáo Fennec không chỉ có bộ lông dày dặn để giữ ấm vào ban đêm mà nó còn mọc lông dày ở cả bàn chân, giúp nó cách nhiệt khi di chuyển trên cát nóng. Lông cáo màu vàng cát, ngoài mục đích ngụy trang còn dùng phản xạ ánh nắng. Cáo fennec cũng có một ít râu chân của chúng. Điều này giúp chúng dễ dàng định hình được dáng vẻ của kẻ thù, nhất là khi trời tối. Bên cạnh những sợi râu trên chân, cáo còn biết sử dụng từ trường của Trái đất để săn mồi. Các nhà nghiên cứu đã để ý thấy rằng những con cáo luôn nhảy theo hướng Đông Bắc khi nhìn thấy những con mồi đang ẩn nấp. Những cuộc tấn công như vậy phần lớn đều thành công trong khi nếu nhảy theo hướng khác thì tỷ lệ thất bại sẽ cao hơn. Các chuyên gia cho rằng, chúng dùng từ trường trái đất để đo khoảng cách và định vị con mồi.

## Đời sống và hành vi

### Săn bắt và chế độ ăn uống
Cáo fennec là một loài động vật ăn tạp, ăn các loài gặm nhấm nhỏ, thằn lằn, tắc kè, rắn mối, chim nhỏ và trứng của chúng, trái cây và một số loại củ. Nó dựa vào độ ẩm của con mồi, nhưng uống nước khi có sẵn. Nó đi săn một mình và đào trong cát để tìm động vật có xương sống nhỏ và côn trùng. Một số cá thể được quan sát, thấy chôn con mồi để tiêu thụ sau này và tìm kiếm thức ăn trong vùng lân cận các khu định cư của con người.
Chúng không có nhu cầu uống nước. Những con cáo Fennec có thể sống mà không cần uống nước, thay vào đó, chúng lấy nước từ lá, củ, quả và cả những con mồi của mình.

### Sinh sản

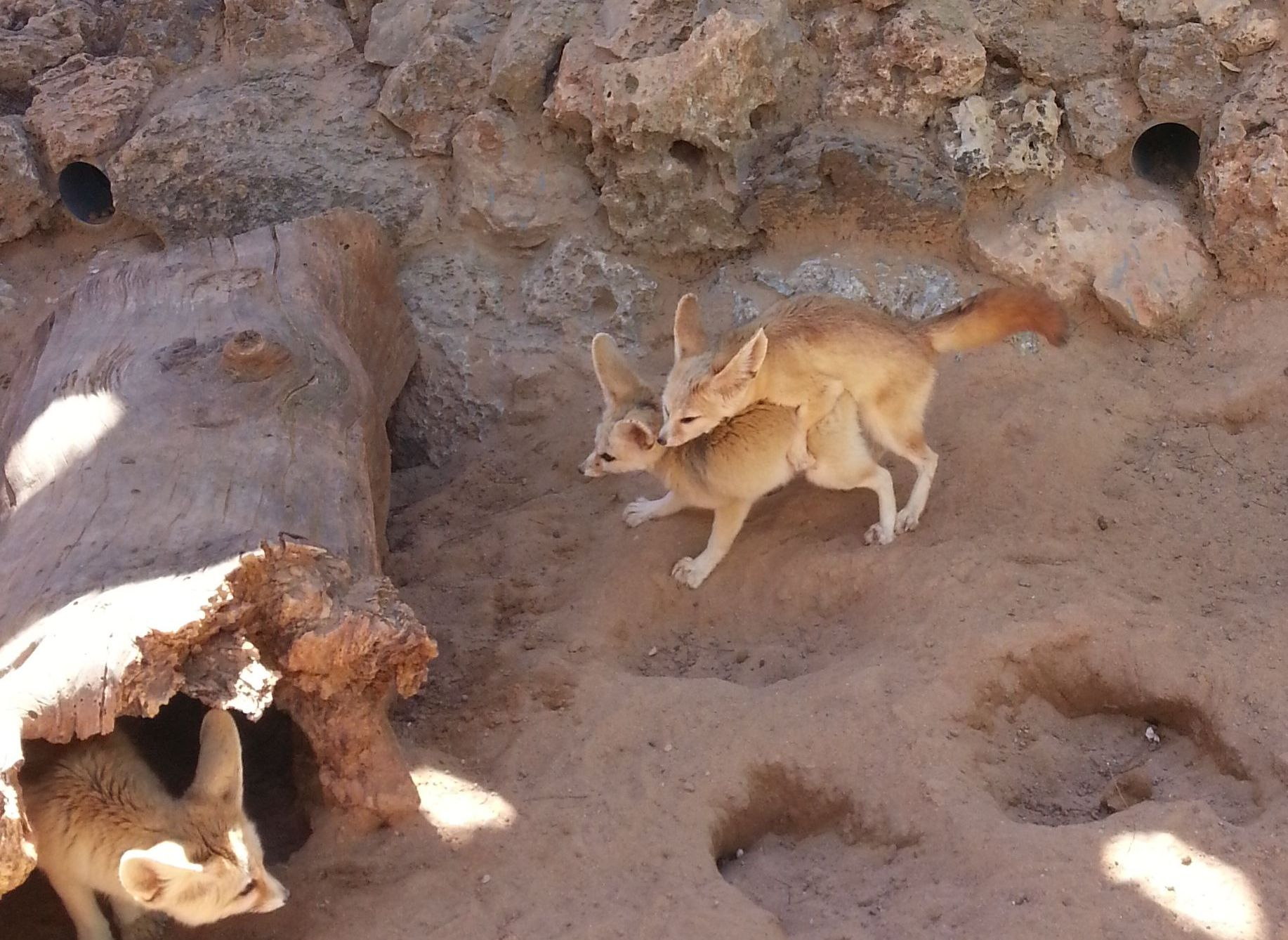
Hai con cáo fennec đang giao phối

Cáo fennec nuôi nhốt đạt đến tuổi trưởng thành sinh dục trong khoảng chín tháng và giao phối giữa tháng 1 và tháng 4. Chúng thường chỉ sinh sản một lần mỗi năm. Thời gian giao cấu kéo dài đến hai giờ 45 phút. Thời kỳ mang thai kéo dài từ 50 đến 52 ngày, đôi khi cũng có thể lên đến 63 ngày. Sau khi giao phối, con đực trở nên rất hung dữ và bảo vệ con cái, cung cấp thức ăn cho nó trong thời kỳ mang thai và cho con bú. Con cái sinh từ tháng 3 đến tháng 6 với một lứa từ một đến bốn con cái có thể mở mắt sau 8 đến 11 ngày. Cả con cái và con đực đều chăm sóc con non. Chúng giao tiếp bằng cách sủa, gừ gừ, ngáp và rít. Cáo con vẫn ở trong gia đình ngay cả sau khi một lứa mới được sinh ra. Cáo con được cai sữa ở tuổi 61 đến 70 ngày.
Cáo Fennec đực già nhất được nuôi nhốt được ghi nhận ở tuổi 14, và con cái lớn nhất tuổi 13.

### Tổ chức gia đình và xã hội
Cáo Fennec rất chung thủy, chúng sống theo chế độ một vợ một chồng, mỗi năm đẻ khoảng 2 đến 5 cáo con. Những con cáo con có thể ở với bố mẹ ngay cả khi những đứa em được sinh ra. Khi cáo Fennec mang thai và nuôi con, bạn đời của nó sẽ kiếm ăn, chiều chuộng và bảo vệ nó.
Cáo Fennec có tính xã hội cao, sống trong những nhóm có khoảng 10 thành viên. Nhóm nhiều hay ít thành viên được xác định bởi số lượng tài nguyên thực phẩm có sẵn trong vùng lãnh thổ chúng sinh sống. Khi gặp nguy hiểm, loài động vật này tạo ra nhiều âm thanh khác nhau như tiếng sủa, rít (giống mèo) và gầm gừ.

### Đời sống và nơi ở
Cáo Fennec yêu cuộc sống về đêm. Giống như rất nhiều loài động vật sa mạc khác, cáo Fennec thích hoạt động ban đêm, tránh cái nóng khủng khiếp của sa mạc ban ngày. Ban ngày, cáo Fennec dành nhiều thời gian để ngủ, lưu trữ tối đa năng lượng cho buổi đêm săn bắt và chơi đùa.
Môi trường sống khắc nghiệt khiến cho Cáo Fennec phải đào những hang trong cát ở khu vực có cây cối, cồn cát ổn định. Diện tích của các hang này có thể lên tới 120m2 và tối đa 15 lối vào khác nhau. Một số trường hợp chúng sống gần các thành viên có cùng huyết thống, Cáo sẽ đào hang thông với nhau.

## Thú cưng
Trên một số diễn đàn trao đổi sinh vật cảnh, giá của những chú cáo fennec phụ thuộc nhiều vào giới tính và tuổi của chúng. Fennec cái có giá cao hơn con đực, trong khi càng nhỏ tuổi lại càng đắt đỏ. Giá của một chú Fennec 1 đến 4 tháng tuổi tại Tennessee, Texas và Florida dao động từ 1.800 USD - 3.000 USD, tương đương từ 35 đến hơn 60 triệu đồng/con. Trong khi đó, một chú cáo sa mạc từ 5-6 tuổi chỉ có giá khoảng 500-650 USD, tương ứng 10-15 triệu đồng.
Dù đẹp, được quảng cáo là loài vật nuôi VIP, thể hiện đẳng cấp và khá thu hút sự quan tâm của người chơi thú cảnh, nhưng loài vật vốn sống chủ yếu trong môi trường nắng nóng, ít nước này rất kén chuồng nuôi. Quá hiếm cá thể, giá đắt, môi trường nuôi nhốt không phù hợp để cáo sa mạc thể hiện bản tính hiếu động, leo trèo và đào hang... là những nguyên nhân chủ yếu khiến loài động vật không được phổ biến tại Việt Nam.

## Hình ảnh

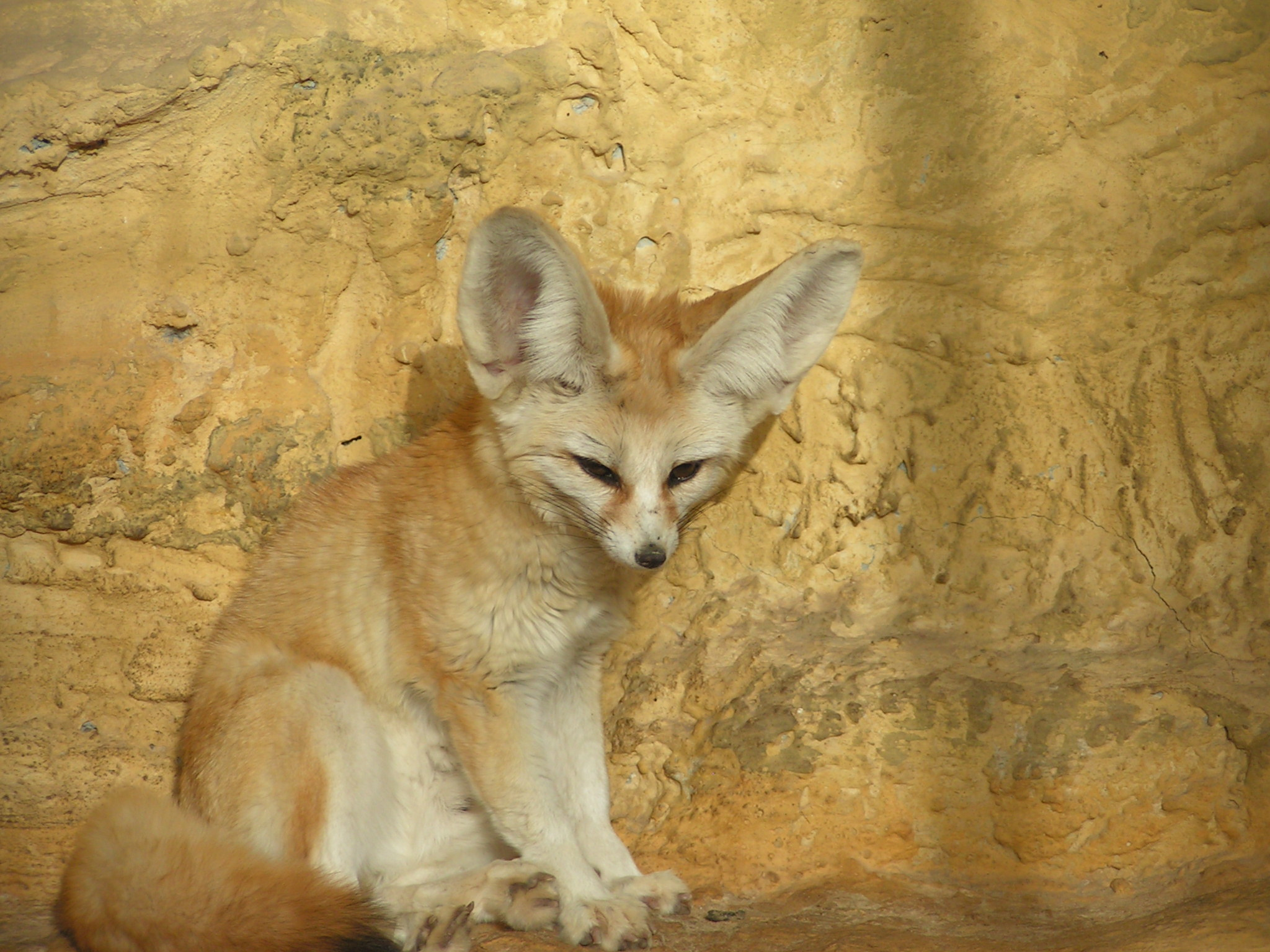
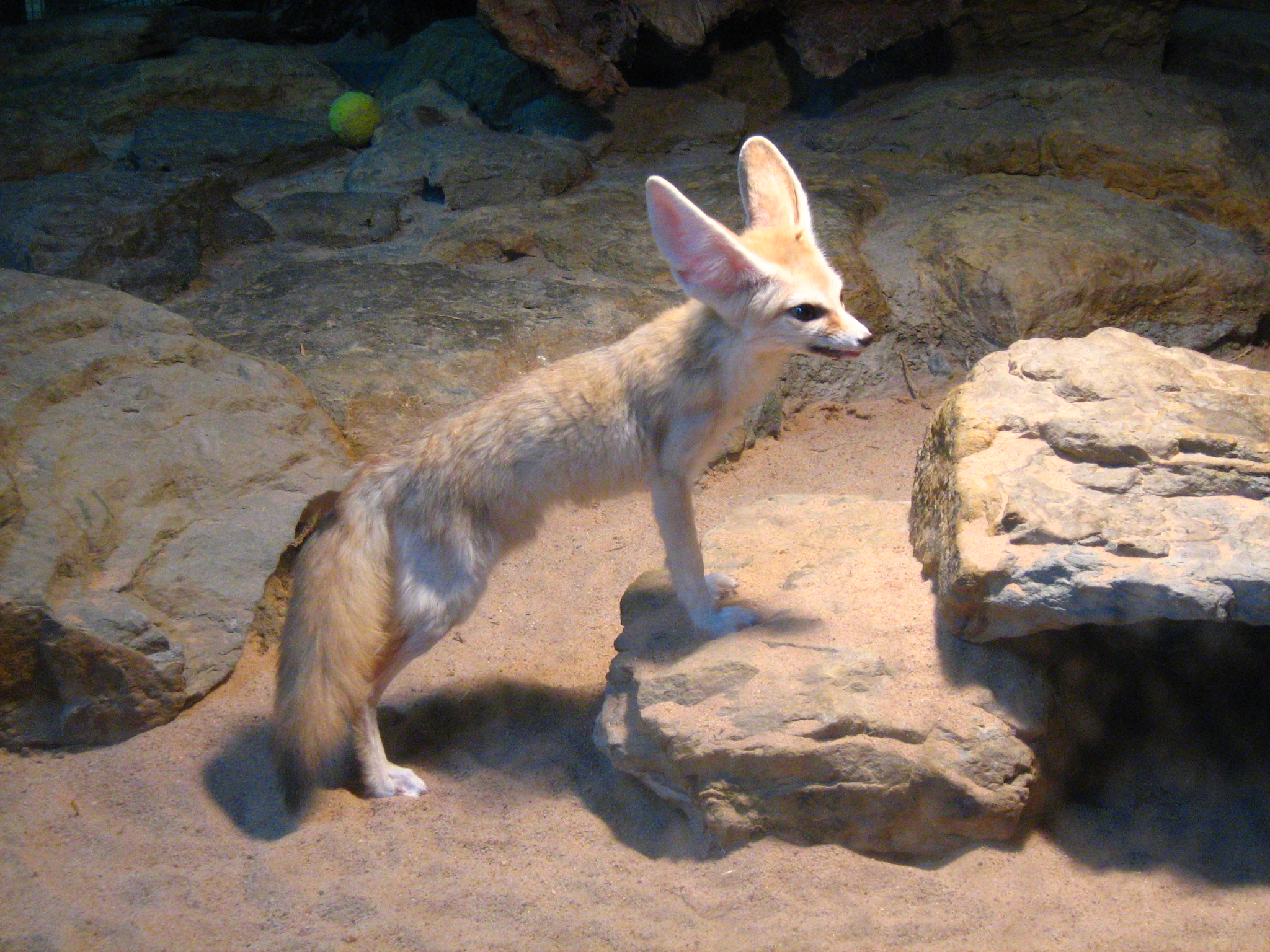
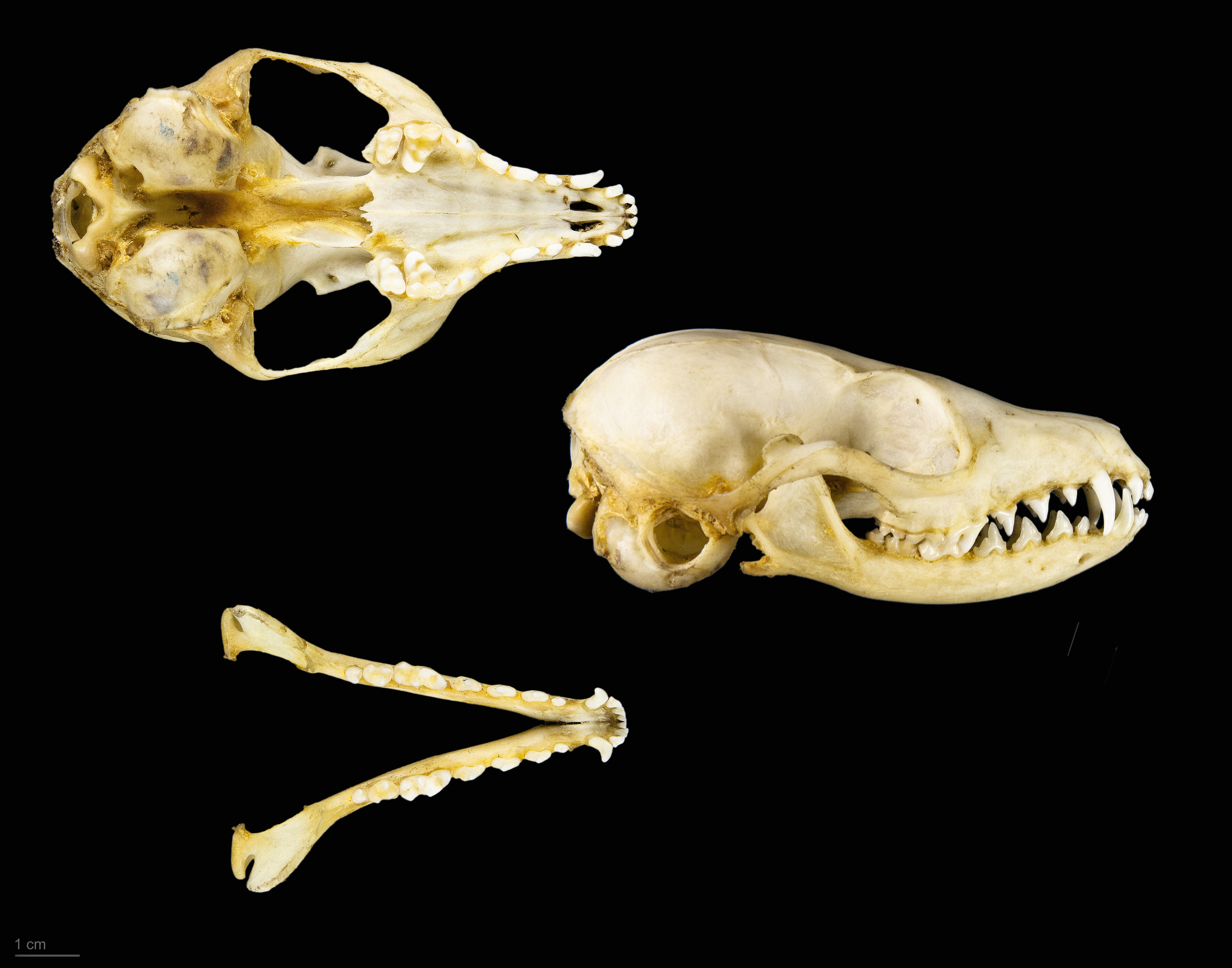
Vulpes zerda